# Leprocaulinus vipera
Leprocaulinus vipera är en insektsart som först beskrevs av Johann Jakob Kaup 1871.  Leprocaulinus vipera ingår i släktet Leprocaulinus och familjen Diapheromeridae.

## Underarter
Arten delas in i följande underarter:
- L. v. vipera
- L. v. praestantior
- L. v. bituber
- L. v. bilineatus